# Patxi Santamaría
Patxi Santamaría (San Sebastián, 21 dicembre 1959) è un attore e regista teatrale spagnolo, noto per aver interpretato il ruolo di Marcelo Gaztañaga nella soap Una vita (Acacias 38).

## Biografia
Patxi Santamaría è nato il 21 dicembre 1959 a San Sebastián, in provincia di Gipuzkoa, nella comunità dei Paesi Baschi (Spagna), e oltre alla recitazione si occupa anche di teatro.

## Carriera
Patxi Santamaría si è formatoin alcune compagnie teatrali delle zona in cui abita, ha deciso ben presto di concentrarsi sulla recitazione. All'età di soli ventiquattro anni, ha fatto il suo esordio nel mondo del cinema nel film Akelarre diretto da Pedro Olea, in concorso al festival internazionale del cinema di Berlino del 1984. In seguito sono seguite altre partecipazioni in film come nel 1988 in Ander e Yul (Ander Eta Yul),nel 1991 in Santa Cruz, el cura guerrillero, nel 1992 in Vacas e in Amor en off, nel 2000 in Carretera y manta, nel 2001 in Visionarios e in Mi hijo Arturo, nel 2006 in Skizo, nel 2008 in Eskalofrío, nel 2010 in Izarren argia e in Mystikal, nel 2011 in Bi anai, nel 2017 in Orbita 9 (Órbita 9), nel 2018 in El pacto e nel 2019 in Diciassette (Diecisiete). Ha recitato anche in cortometraggi come nel 1999 in Requiem, nel 2000 in Compartiendo Glenda, nel 2005 in Hora cero e in Para siempre, nel 2012 in Agua!, nel 2013 in Escuchame e nel 2021 in Polvo somos. Oltre ad aver recitato al cinema, ha preso parte anche a varie serie televisive come nel 2005 e nel 2006 in Mi querido Klikowsky, nel 2006 Balbemendi, nel 2008 in Qué vida más triste, nel 2009 in Euskolegas, nel 2014 in Cuéntame cómo pasó, nel 2018 in Presunto culpable, nel 2020 in IXA Serie-Aplikazioa e in Patria, nel 2021 e nel 2022 ne La scuola dei misteri (El Internado: Las Cumbres). Nel 2021 ha ricoperto il ruolo di Marcelo Gaztañaga nella soap opera in onda su La 1 Una vita (Acacias 38). Nel 2011 ha recitato nel film televisivo Sabin, mentre nel 2018 ha recitato nel film televisivo Sanctuaire.

## Filmografia

### Cinema
- Akelarre, regia di Pedro Olea (1984)
- Ander e Yul (Ander Eta Yul), regia di Ana Díez (1988)
- Santa Cruz, el cura guerrillero, regia di José María Tuduri (1991)
- Vacas, regia di Julio Medem (1992)
- Amor en off, regia di Koldo Izaguirre (1992)
- Carretera y manta, regia di Alfonso Arandia (2000)
- Visionarios, regia di Manuel Gutiérrez Aragón (2001)
- Mi hijo Arturo, regia di Pedro Costa (2001)
- Skizo, regia di Jesús Ponce (2006)
- Eskalofrío, regia di Isidro Ortiz (2008)
- Izarren argia, regia di Mikel Rueda (2010)
- Mystikal, regia di Ángel Alonso (2010)
- Bi anai, regia di Imanol Rayo (2011)
- Orbita 9 (Órbita 9), regia di Hatem Khraiche (2017)
- El pacto, regia di David Victori (2018)
- Diciassette (Diecisiete), regia di Daniel Sánchez Arévalo (2019)

### Televisione
- Mi querido Klikowsky – serie TV (2005-2006)
- Balbemendi – serie TV (2006)
- Qué vida más triste – serie TV (2008)
- Euskolegas – serie TV (2009)
- Sabin, regia di Patxi Barko – film TV (2011)
- Cuéntame cómo pasó – serie TV (2014)
- Sanctuaire, regia di Olivier Masset-Depasse – film TV (2014)
- Presunto culpable – serie TV (2018)
- IXA Serie-Aplikazioa – serie TV (2020)
- Patria – serie TV (2020)
- Una vita (Acacias 38) – soap opera, 80 episodi (2021)
- La scuola dei misteri (El Internado: Las Cumbres) – serie TV (2021-2022)

### Cortometraggi
- Requiem, regia di Oscar Currás e Iñigo Royo (1999)
- Compartiendo Glenda, regia di Jose Mari Goenaga (2000)
- Hora cero, regia di Vanessa Rodríguez (2005)
- Para siempre, regia di Iñigo Kintana (2005)
- Agua!, regia di Mikel Rueda (2012)
- Escuchame, regia di Ruben Sainz (2013)
- Polvo somos, regia di Estibaliz Urresola Solaguren (2021)

## Teatro
- Antigona di Vaiven Esteve Ferrer
- Arlequín..., diretto da Antzerti Ferrucio Soleri
- Jacques y su amo, diretto da Jordi Mesalles
- Las Troyanas, regia di Antzerti Luis Iturri
- Marat-sade, diretto da Agerre Teatroa Maite Agirre
- El Relevo, diretto da Antonio Malonda
- Eclipse, diretto da Juan Pastor
- La noche de bodas, diretto da Garbi Losada
- Cuentos Ibericos, diretto da Balea prod. Fran Lasuen
- Paquetito, diretto da Trapuzarra Santi Ugalde
- Antigona, diretto da Sakana Esteban Polls.
- Nekrassov, diretto da Juan Lillo
- Ubu Rey
- Guillermo Tell esta triste, diretto da Antonio Malonda
- El ponche de los desos, diretto da Peter Gadish.
- La noche rusa, diretto da Paxti Santamaria
- Aktibo Toxikoa, diretto da Paxti Santamaria
- Oteiza textos y…, diretto da Patxi Santamaria
- Ahulkiak, diretto da Patxi Santamaria

## Doppiatori italiani
Nelle versioni in italiano dei suoi film e delle sue serie TV, Patxi Santamaría è stato doppiato da:
- Guido Ruberto[11] in Una vita[12]